# Lovell Glacier
Lovell Glacier är en glaciär i Antarktis. Den ligger i Västantarktis. Argentina, Chile och Storbritannien gör anspråk på området. Lovell Glacier ligger 398 meter över havet.
Terrängen runt Lovell Glacier är lite kuperad. Trakten är obefolkad. Det finns inga samhällen i närheten.